# Manic de Montréal
Maillots
Le Manic de Montréal est une franchise de soccer de la NASL basé à Montréal.  Elle ne dispute que trois saisons dans cette ligue de 1981 à 1983 avant de disparaitre. Ces matchs à domicile sont joués au Stade olympique de Montréal.  

## Origine du nom
Le nom de Manic provient de l'important projet hydroélectrique de la Centrale Manic-5 située sur la rivière Rivière Manicouagan.

## Historique
Huit ans après la disparition de l’Olympique de Montréal, cette nouvelle équipe voit le jour en novembre 1980, lorsque les brasseries Molson achète la franchise du Fury de Philadelphie (en) et « relocalise l'équipe à Montréal » sous le nom de Manic. Dix joueurs arrivent de Philadelphie ainsi que l'entraîneur Eddie Firmani.
Dès ses débuts, l'équipe remporte des succès et devient « même une concession clé de la ligue ». Pendant les saisons 1981 et 1982, l'équipe obtient beaucoup de succès auprès des amateurs de soccer montréalais et québécois et attire même une foule record de 58 542 personnes lors d'un match ayant lieu le 2 septembre 1981. La saison 1983 s'avère beaucoup plus difficile et le Manic est forcé de cesser ses activités à la fin de la saison 1983,.

## Bilan par saison
| Année   | Ligue         | Vic.           | Def.           | T              | Pts            | Saison reg.                              | Playoffs                                                           |
| ------- | ------------- | -------------- | -------------- | -------------- | -------------- | ---------------------------------------- | ------------------------------------------------------------------ |
| 1981    | NASL          | 15             | 17             | —              | 141            | 2e, Division Est                         | Victoire 1er tour (Los Angeles) Défaite Quarts-de-finale (Chicago) |
| 1981/82 | NASL en salle | 9              | 9              | —              | —              | 1er, Conférence Américaine, Division Est | Défaite 1er tour (Tampa Bay)                                       |
| 1982    | NASL          | 19             | 13             | —              | 159            | 2e, Division Est                         | Défaite 1er tour (Ft. Lauderdale)                                  |
| 1982/83 | NASL en salle | Saison annulée | Saison annulée | Saison annulée | Saison annulée | Saison annulée                           | Saison annulée                                                     |
| 1983    | NASL          | 12             | 18             | —              | 124            | 4e, Division Est                         | Victoire 1er tour (New York) Défaite Demi-finale (Tulsa)           |

## Anciens joueurs
- Mehdi Cerbah
- Gerry Gray
- Gordon Hill
- Jean-François Larios
- Dale Mitchell
- Brian Quinn
- Tony Towers
- Thompson Usiyan
- Dragan Vujovic
- Alan Willey

## Entraîneurs-chefs
- Eddie Firmani 1981-1982
- Pierre Mindru 1982 (intérim)
- Andy Lynch 1983

## Moyenne de spectateurs annuelle
- 1981 - 23.704
- 1982 - 21.348
- 1983 - 9.910